# Katholieke Theologische Hogeschool Amsterdam
Katholieke Theologische Hogeschool Amsterdam (KTHA) was een Rooms-Katholieke instelling voor theologisch onderwijs in Amsterdam. De opleiding werd opgericht op 2 december 1967 en bouwde voort op de traditie van de oude priesteropleiding in Warmond, waarvan de wortels teruggaan tot 1799.
De instelling was gehuisvest in het pand "de Bruynvis" aan de Keizersgracht 105 in Amsterdam.
In het onderwijsaanbod werd onder meer aandacht besteed aan interreligieuze dialoog. Zo verzorgde Prof. Dr. Yehuda Ashkenazy lessen in de Talmud, waarmee hij een brug sloeg tussen het jodendom en de Rooms-Katholieke traditie.
Om naamsverwarring met het Hoger beroepsonderwijs te voorkomen mocht in 1987 een hogeschool zich voortaan universiteit noemen. De naam werd gewijzigd in Katholiek Theologische Universiteit Amsterdam (KTUA). In 1992 fuseerde de opleiding met de 
Katholieke Theologische Universiteit Utrecht.